# PowerPC G3
PowerPC G3 è il nome dato alla terza generazione di processori PowerPC.
Il G3 è un microprocessore a 32 bit di tipo RISC come tutta la famiglia di processori PowerPC. Viene utilizzato nei computer Apple Macintosh, in particolare nelle serie PowerBook G3, nei multicolori iMac, negli iBook e in alcuni sistemi desktop, tra cui nei  Power Macintosh G3, e anche nei computer desktop AmigaONE e Pegasos.
Il G3 è stato creato in due versioni differenti, derivate dalla serie PPC 603: il PPC 740 e il PPC 750. Il PPC 740 è leggermente più veloce del processore Pentium II anche se consuma il 20% di potenza in meno.  Derivato dal PPC 740, il PPC 750 ha un veloce canale di accesso alla memoria cache L2, per consentire un miglioramento delle prestazioni.
Le prime versioni prodotte da Motorola, usavano un processo di fabbricazione basato sull'alluminio. Questo processo limitava la velocità massima a 400 MHz. Le successive versioni prodotte da IBM utilizzavano una tecnologia più avanzata che consentiva velocità di 500 MHz e oltre con successivi affinamenti. I processori della serie G3 non erano predisposti per il SMP infatti la progettazione di un computer con più di un processore è stato un lavoro lungo e difficile. La serie successiva, i processori PowerPC G4 introdussero il supporto al SMP e resero la progettazione di unità multiprocessore un lavoro molto meno complesso.
La ridotta dimensione fisica e le ridotte richieste di potenza resero i processori G3 dei componenti ideali per la realizzazione di portatili. Apple smise di produrre macchine con processori G3 il 22 ottobre 2003.

## Versioni
| Nome                                | Nome in codice            | Produttore         | Immagine | Processo produttivo (nm) | Transistor (milioni) | Superficie del die (mm2) | Core | Frequenza di clock (MHz)    | Front Side Bus (MHz) | Cache L2 (kB) | Anno introduzione   |
| ----------------------------------- | ------------------------- | ------------------ | -------- | ------------------------ | -------------------- | ------------------------ | ---- | --------------------------- | -------------------- | ------------- | ------------------- |
| PPC740 MPC740                       | Arthur                    | IBM Motorola       |          | 250                      | 6,35                 | 67                       | 1    | 233–366                     | 66                   | —             | 1997                |
| PPC750 MPC750                       | Arthur                    | IBM Motorola       |          | 250                      | 6,35                 | 67                       | 1    | 233–366                     | 66                   | 256–1024      | 1997                |
| MPC745                              | Conan                     | Motorola Freescale |          | 220                      | 6,75                 | 51                       | 1    | 300–350                     | 66                   | —             | 1998                |
| MPC755                              | Doyle                     | Motorola Freescale |          | 220                      | 6,75                 | 51                       | 1    | 300–400                     | 66                   | 256–1024      | 1998                |
| PPC740L                             | Lonestar                  | IBM                |          | 200                      | 6,35                 | 40                       | 1    | 300–533                     | 100                  | —             | 1999                |
| PPC750L                             | Lonestar                  | IBM                |          | 200                      | 6,35                 | 40                       | 1    | 300–533                     | 100                  | 256–1024      | 1999                |
| PPC750CX PPC750CXe PPC750CXr PPCDBK | Sidewinder Anaconda Gekko | IBM                |          | 180                      | 20                   | 42,7                     | 1    | 350–600 366–700 300–533 486 | 100 133 162          | 256           | 2000 2001 2003 2001 |
| RAD750                              | —                         | BAE Systems        |          | 250–150                  | 10,4                 | 130                      | 1    | 110–200                     | 66                   | 0–1024        | 2001                |
| PPC750FX PPC750FL                   | Sahara                    | IBM                |          | 130                      | 38                   | 34,3                     | 1    | 600–900 600–733             | 166                  | 512           | 2002 2007           |
| PPC750GX PPC750GL                   | Gobi                      | IBM                |          | 130                      | 74                   | 52,5                     | 1    | 733–1000 800–933            | 200                  | 1024          | 2003 2005           |
| PPC750CL Broadway                   |                           | IBM                |          | 90–65                    | 20                   | 15,9                     | 1    | 400–1000 729                | 240 243              | 256           | 2006                |
| Espresso                            | —                         | IBM                |          | 45                       | 60                   | 27,7                     | 3    | 1243                        | ?                    | 512 2048      | 2012                |